# Pik der Sowjetischen Offiziere
Der Pik der Sowjetischen Offiziere (russisch пик Советских Офицеров) ist ein Berg im Pamir in Tadschikistan.
Der vergletscherte Berg bildet mit einer Höhe von 6233 m die höchste Erhebung der Muskolkette.

## Besteigungsgeschichte
Der Pik der Sowjetischen Offiziere wurde 1988 von einer von V. Strygin geführten Expedition erstbestiegen.